# Rândunică cu coroană roșie
Rândunica cu coroană roșie (Cecropis cucullata) este o specie de pasăre din familia Hirundinidae, originară din sudul și centrul Africii.

## Galerie

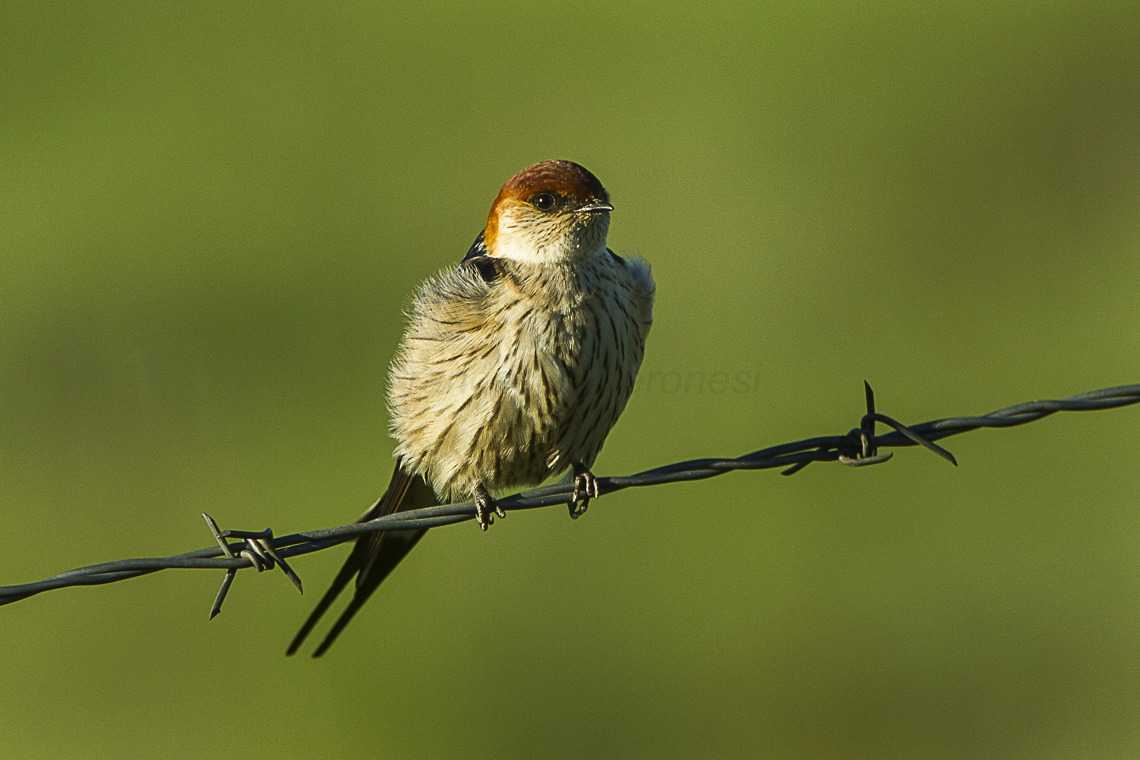
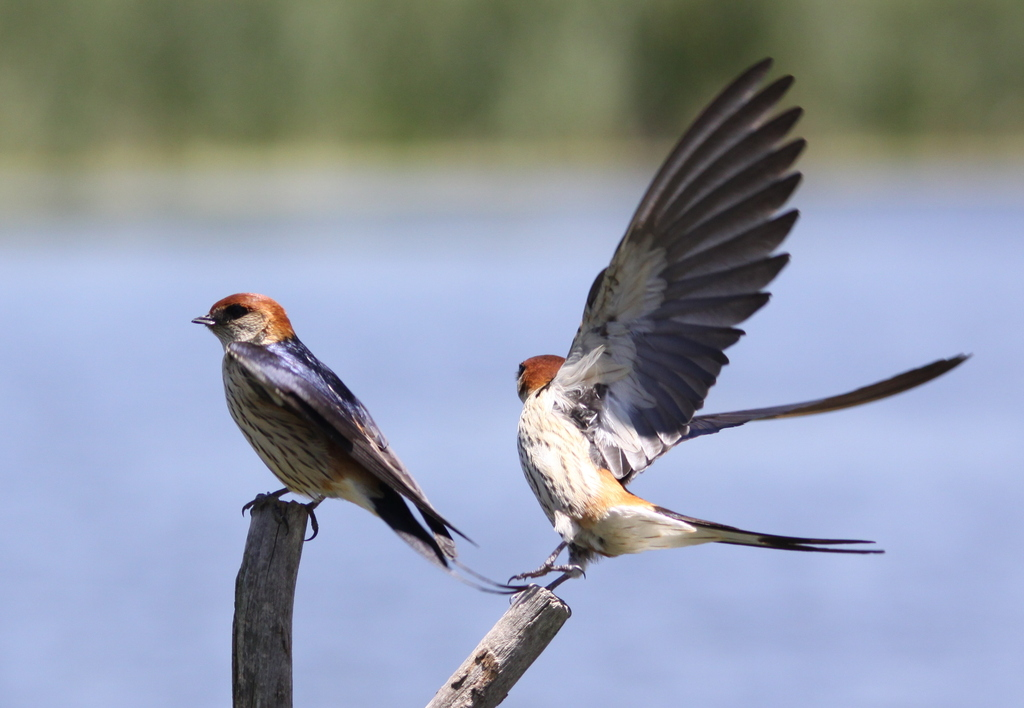
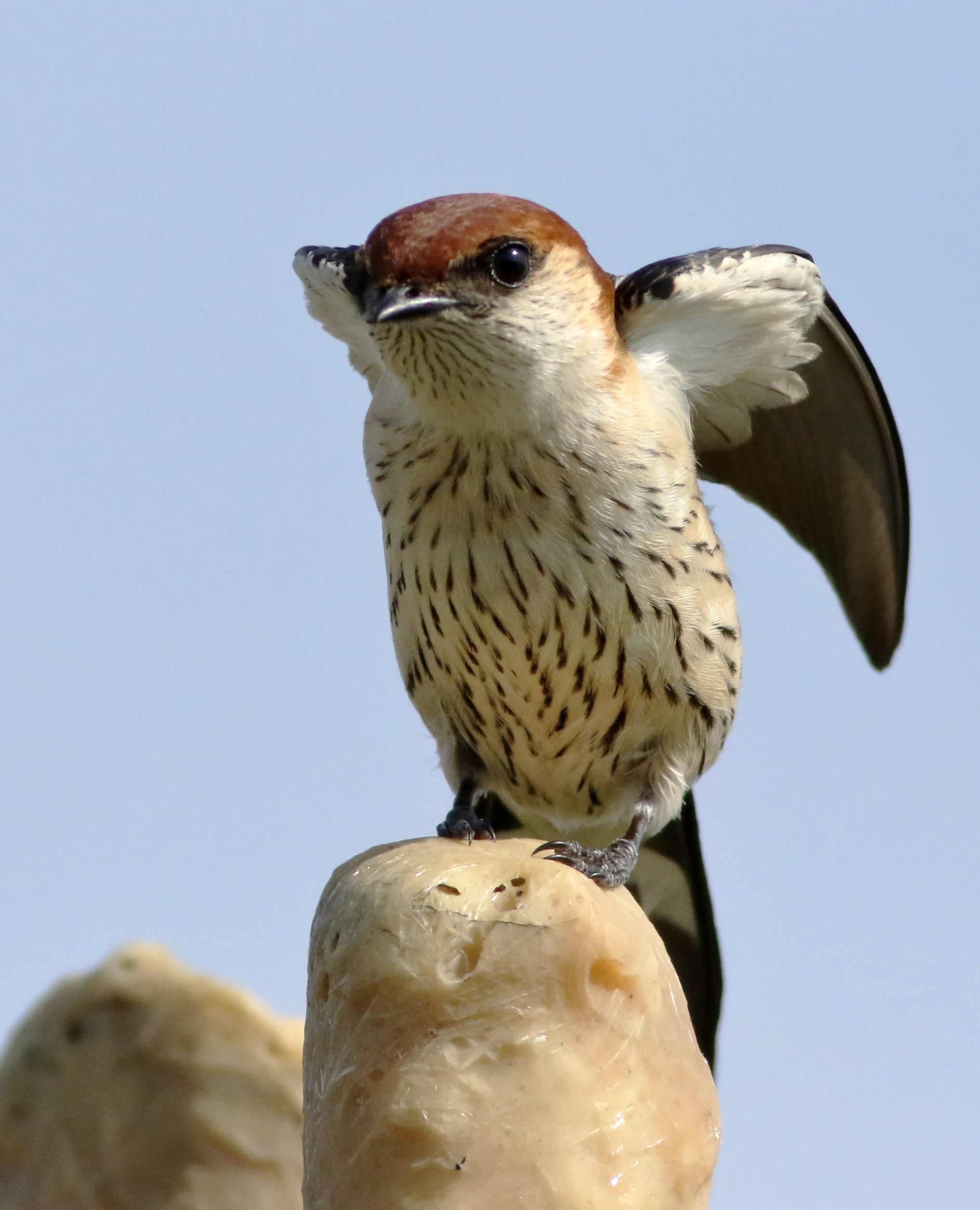

## Taxonomie
Rândunica cu coroană roșie a fost descrisă de polimatul francez Georges-Louis Leclerc, Conte de Buffon în 1780, în lucrarea sa Histoire Naturelle des Oiseaux, pe baza unui exemplar colectat din districtul Capul Bunei Speranțe din Africa de Sud. Pasărea a fost, de asemenea, ilustrată într-o placă colorată manual, gravată de François-Nicolas Martinet în Planches Enluminées D'Histoire Naturelle, care a fost produsă sub supravegherea lui Edme-Louis Daubenton pentru a însoți textul lui Buffon.  Nici legenda plăcii, nici descrierea lui Buffon nu includeau un nume științific, dar în 1783 naturalistul olandez Pieter Boddaert a inventat numele binomial Hirundo cucullata în catalogul său Planches Enluminées.
Rândunica cu coroană roșie este acum una dintre cele nouă specii care sunt plasate în genul Cecropis care a fost introdus de zoologul german Friedrich Boie în 1826. Specia este monotipică și nu este recunoscută nici o subspecie. Numele genului provine din grecescul antic  Kekropis „femeie ateniană”. Epitetul specific cucullata este din latinescul târziu cucullatus care înseamnă „glugă”.